# Jan Decorte
Pour les articles homonymes, voir Decorte.
Jan Decorte, né le 9 mai 1950 à Wilrijk, est un metteur en scène, réalisateur et comédien belge d'expression néerlandaise. Il a influencé de nombreux artistes flamands contemporains. Il a donné des cours au Conservatoire de Bruxelles.

## Biographie
Comme comédien, Jan Decorte a joué dans Der Auftrag en 1983, De Onderming (Nagras en 2000) ou dans des films de Chantal Akerman (Jeanne Dielman, 23, quai du commerce, 1080 Bruxelles.)
Il a siégé à la Chambre des représentants de 1991 à 1995, un des trois élus sur les listes ROSSEM présentées par Jean-Pierre van Rossem, mais siégeant comme indépendant pendant une partie de la législature. Il s'est représenté en 1995 sur la liste Hoera, qui n'a obtenu aucun élu.
En 2006 il met en scène son premier opéra, Didon et Énée (Dido and Aeneas) de Henry Purcell au Kaaitheater et en 2011 le semi-opéra The Indian Queen, de Purcell également.

## Filmographie

### Comme réalisateur
- 1975 : Pierre, fiction scénarisée par le cinéaste, noir et blanc
- 1976 : Nature morte, TV, couleurs, coréalisé avec Anton Stevens
- 1977 : Witold Gombrowicz: voorvallen, avonturen, TV, couleurs
- 1978 : Hedda Gabler, fiction adaptée de Hedda Gabler de Henrik Ibsen, noir et blanc
- 1984 : Jean-Luc Godard : mal vu, mal dit, TV, couleurs

### Comme acteur
- 1975 : Jeanne Dielman, 23, quai du commerce, 1080 Bruxelles